# Cucina scozzese

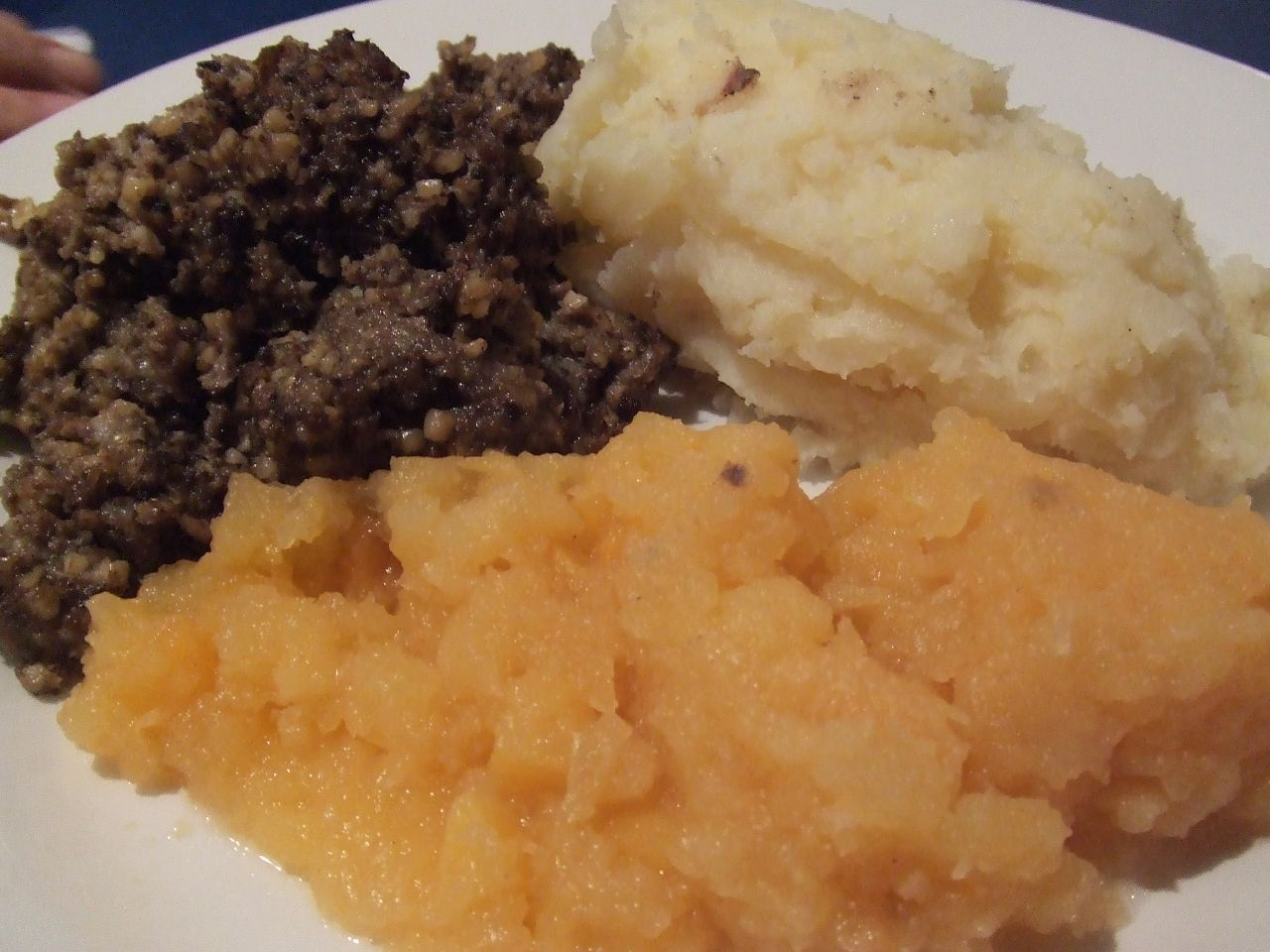
Haggis, neeps e tatties

La cucina scozzese è uno specifico insieme di tradizioni e pratiche culinarie della Scozia, nel Regno Unito.
Ha caratteristiche sue peculiari come delle proprie ricette, ma condivide anche molto delle cucine britannica ed europea.
La cucina scozzese è composta da prodotti caseari, come ad esempio il caboc o il dunlop, pesce, frutta e verdure con una notevole propensione a piatti semplici e senza specie proveniente dall'estero. Non mancano dolci come, ad esempio, lo shortbread, il cranachan  e la Dundee cake.